# Португальское рококо

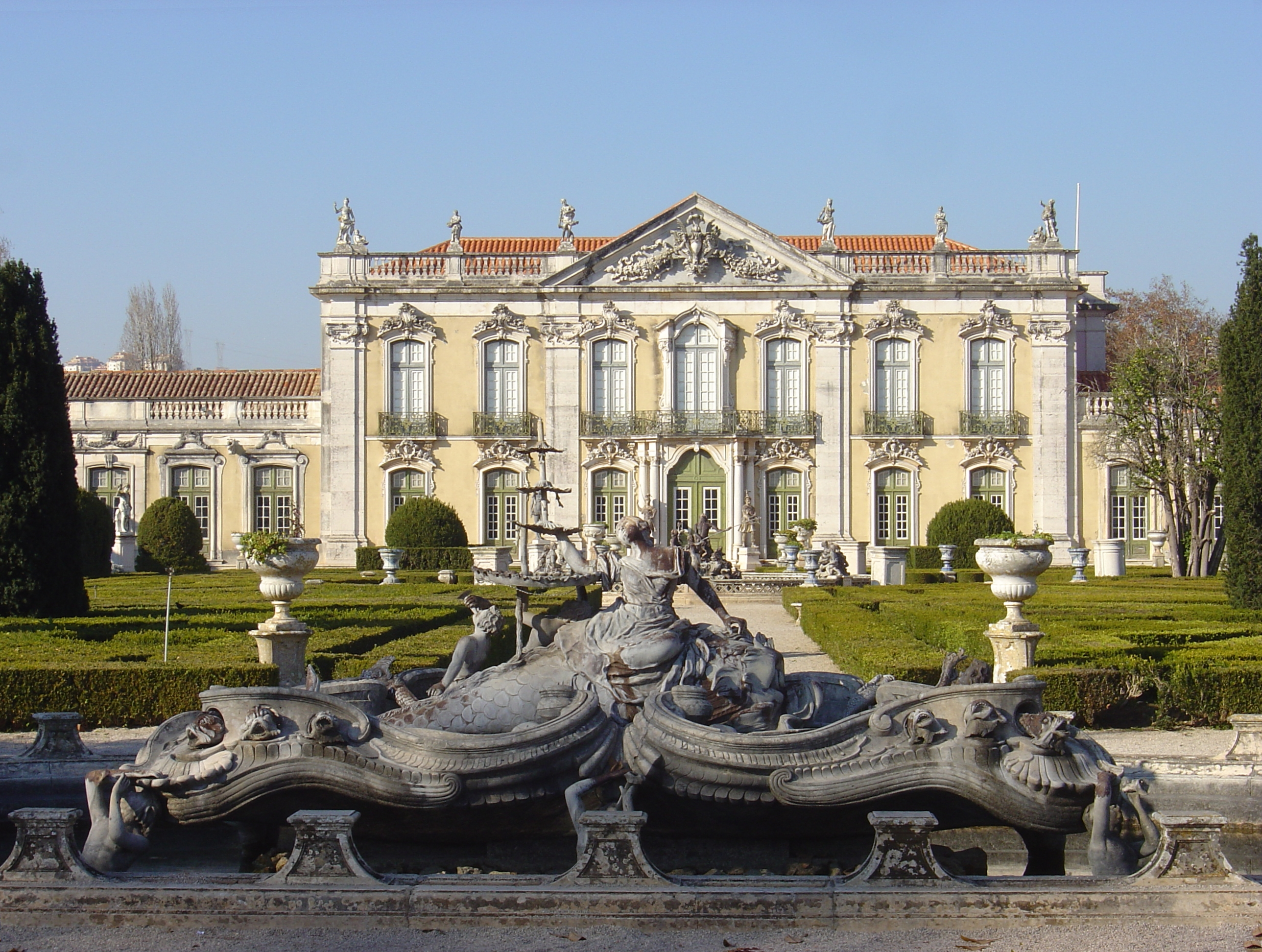
«Церемониальный фасад» дворца Келуш

Португа́льское рококо́ — стиль и период в развитии португальского искусства. В XVIII веке формы рококо, пришедшие из Франции, а также из Испании, где распространению стиля способствовал архитектор Джованни Тьеполо, находят благодатную почву в Португалии. Сменившее собой более монументальное барокко, рококо было одновременно и логическим результатом его развития, и художественным антиподом. С барочным стилем рококо объединяет стремление к завершённости форм, однако здесь они наделены чертами лёгкости и изящества. В архитектуре рококо выражалось в прихотливой, изысканной отделке интерьеров, включающей сложный асимметричный орнамент — резной, лепной или живописный, многочисленные зеркала, панно, картуши. Более тёмные цвета и пышная, тяжёлая позолота барочного декора сменяются светлыми тонами — розовыми, голубыми, зелёными, с большим количеством белых деталей. На развитие рококо в Португалии также наложили свой отпечаток традиции мусульманского искусства, стиль мудехар и орнамент арабесок.

## Рококо в Португалии
Считается, что впервые в Португалии черты стиля рококо проявляются в декоративном оформлении монет (ок. 1726 года). В дальнейшем рококо развивается в различных видах и жанрах португальского искусства вплоть до 90-х годов XVIII века. В архитектуре и искусстве южных провинций страны рококо довольно рано сменяется неоклассицизмом и стилем помбалино. В то же время в северных провинциях, особенно на северо-западе, представлено наиболее оригинальное наследие португальского рококо с его вычурными декоративными формами: некоторые церкви Порту (церковь Сострадания, 1750), Браги, Гимарайнша и т. д. Произведения известных художников и скульпторов (монаха Жозе де Сан-Антонио Виласа, Франсишку Перейра Кампанья и др.) украшают здесь многие церковные и светские здания: церковь кармелитов (1758—1768, арх. Жозе Фигейреду Сейшаш), часовню Розария (1756—1775) в Виана-ду-Каштелу и др.
Загородный дворец Келуш в окрестностях столицы — «португальский Версаль», одно из самых выдающихся сооружений в стиле рококо (с конструктивными элементами барокко). Построен в 1742—1767 г. как загородная резиденция Педру де Браганса, с 1777 г. короля-консорта Педру III, по проекту придворного архитектора Матеуша Висенте ди Оливейры http://www.infopedia.pt/$mateus-vicente-de-oliveira Архивная копия от 20 мая 2011 на Wayback Machine. Классический ордер колонн и треугольный щипец с импозантным гербом в центре смягчаются высокими арочными окнами с богатым декором и балюстрадой со скульптурами. Пилястры фасадов, детали фонтана и скульптура на мифологические сюжеты выполнены из сиренево-розового известняка. Дворцовый парк стал образцом садово-парковой архитектуры потртугальского рококо и послужил образцом для подражания местной знати. Дворец Келуш — одна из последних крупных построек в стиле рококо в Европе. В интерьере здания особо выделяются Тронный зал, украшенный зеркалами, хрустальными канделябрами и позолоченными скульптурами, Музыкальный зал и королевская спальня — прямоугольный зал с настенными фресками, куполообразным потолком и наборным паркетом из экзотических пород дерева. В Зале послов пол выложен мрамором, а потолок декорирован фресками.

## Рококо в португальской Бразилии

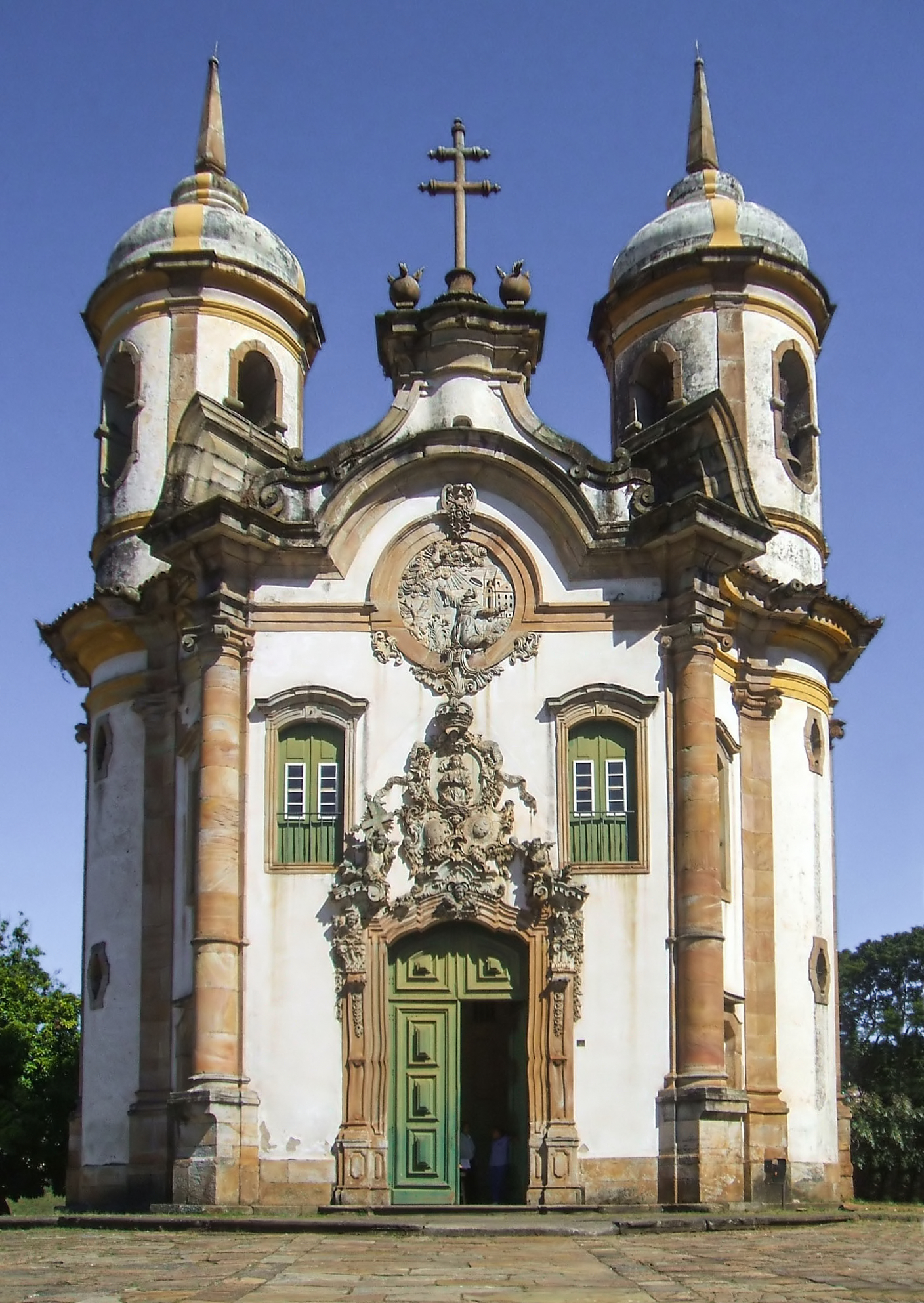
Церковь Франциска Ассизского, Ору-Прету, Бразилия. Архитектор Алейжадинью

Бразильская архитектура рококо сформировалась под влиянием португальской, но была адаптирована к тропическому климату. Архитектор и скульптор Антонио Франсиско Лисбоа (1738—1814), известный под именем Алейжадинью — самоучка, сын португальского иммигранта и рабыни, стал мастером изысканейшего декоративного убранства в стиле рококо и скульптур из крашеного дерева. Наиболее известное его произведение — Церковь Святого Франциска в Ору-Прету. Алейжадинью по-своему интерпретировал и переработал привычные европейские формы, создав в результате самобытное произведение архитектуры, избежав провинциализма и эклектизма. Точно найденные пропорции, пластическая законченность архитектурных деталей, плавные округлые линии башен, которые вместе с вогнутыми линиями вестибюля как бы повторяют сложный рисунок, украшающий фасад, прекрасно выполненные скульптурные украшения и рельефы — всё это создает светлый и радостный образ.